# Sunnfjord
Sunnfjord (en inglés: the southern fjord (El fiordo sureño)- en contraste a Nordfjord) es un distrito tradicional en Noruega Occidental localizado en el condado Sogn og Fjordane. Incluye los municipios de Askvoll, Fjaler, Flora, Førde, Gaular, Jølster, Naustdal, y las partes más meridionales de Bremanger. Cubre una área de aproximadamente 4,476 kilómetros cuadrados (1,728 sq mi) y tiene una población (2006) de 41,156 personas, aproximadamente el 32% de la población del condado de Sogn og Fjordane.
La característica geográfica central de la región de Sunnfjord son los fiordos Dalsfjorden y Førdefjorden. Es una región turística popular, con cascadas espectaculares, pesca, rápidos, glaciares, senderismo, y un bonito paisaje, incluyendo el Parque Nacional de Jostedalsbreen.
El área fue lugar de la batalla de aire más grande encima Noruega(Viernes Negro) durante la Segunda Guerra Mundial, y un museo está dedicado al acontecimiento en Naustdal. Hay dos aeropuertos en Sunnfjord: El Aeropuerto de Førde ,  en Bringeland, a las afueras de la ciudad de Førde, y el Aeropuerto de Floro, en las afueras de la ciudad de Florø. La carretera E39 pasa a través de la región, yendo del norte y del sur.

## Residentes notables
- Gaahl, vocalista noruego